# Безеншково Буковје
Безеншково Буковје (словен. Bezenškovo Bukovje) је насељено место у општини Војник, Савињска регија, Словенија.

## Историја
До територијалне реорганизације у Словенији било је у саставу старе општине Цеље.

## Становништво
У попису становништва из 2011. године, Безеншково Буковје је имало 93 становника.
| Број становника према пописима | Број становника према пописима | Број становника према пописима |
| ------------------------------ | ------------------------------ | ------------------------------ |
| 1991                           | 2002                           | 2011                           |
| 95                             | 104                            | 93                             |

Напомена: До 1953. исказивано под именом Буковје.